# Esmar
Esmar foi um general muçulmano, célebre na história de Portugal por ter comandado a hoste que defrontou os portugueses e Afonso Henriques na Batalha de Ourique, tendo chamado a si as guarnições de Beja, Évora, Badajoz, Sevilha e Elvas. Durante muitos séculos a sua identidade foi um mistério mas supõe-se que Esmar seja um aportuguesamento do apelido do governador almorávida de Córdova e Granada, o mais importante comandante no Andaluz, Abu Maomé az-Zubayr Ibn Umar.
Derrotado na Batalha de Ourique, Esmar reagrupou as suas tropas em Santarém e o alcaide desta cidade, Auzecri, instou-o a levar a cabo um profundo ataque de desforra contra território português em 1140. O castelo de Leiria foi arrasado e o seu alcaide, Paio Guterres, cativado na acção. Embrenharam-se então os cavaleiros muçulmanos por território português até Trancoso, que saquearam. Perto de Trancoso, porém, Esmar foi novamente desbaratado por Afonso Henriques em dois recontros.